# 敷島紡信号場
敷島紡信号場（しきしまぼうしんごうじょう）は、富山県上新川郡大沢野町（現・富山市西大沢）にあった富山地方鉄道笹津線の信号場（廃駅）である。笹津線の廃線に伴い1975年（昭和50年）4月1日に廃駅となった。

## 概要
敷紡前駅より地鉄笹津駅方0.6 km地点に位置する信号場で、本線と敷島紡績笹津工場（現・シキボウ富山工場）に続く専用線の分岐地点であった。
笹津線の西側に位置していた工場より出た線路は、本線に向かって南方面に進み当信号場にて東側から来た本線と合流していた。

## 歴史
- 1952年（昭和27年）8月15日：富山地方鉄道笹津線大久保町駅 - 地鉄笹津駅間延伸開通（笹津線全通）に伴い開設[2][3][4]。
- 1975年（昭和50年）4月1日：笹津線の廃線に伴い廃止となる[2][3][4]。

## 構造
廃止時点で、2線を有する単線分岐型の信号場であった。本線との分岐部分自体は単純な単線分岐型であったため、列車交換及び待避は不可能であったが、分岐後の工場までの区間に機回し及び列車交換設備を有していた。
当専用線では、デキ6500形電気機関車デキ6502号機が敷島紡績笹津工場 - 地鉄笹津駅間の貨物列車を牽引していた。同機は工場内の入換も担当し、路線の晩年は当専用線専業となった。貨物列車は1日7往復運行されていた時期もあったが、廃止時は1日1往復のみの運行であった。

## 周辺
- 富山県道196号笹津停車場線

## 信号場跡
2007年（平成19年）9月時点では、当信号場跡附近からの線路跡が富山県道196号笹津停車場線となっていた。2008年（平成20年）時点、2009年（平成21年）11月時点でも同様、2車線の道路であった。この道路は地鉄笹津駅跡附近まで続いていた。

## 隣の駅
富山地方鉄道
笹津線
敷紡前駅 - 敷島紡信号場 - 地鉄笹津駅